# Jouy-en-Pithiverais
Jouy-en-Pithiverais é uma comuna francesa na região administrativa do Centro, no departamento Loiret. Estende-se por uma área de 16 km². Em 2010 a comuna tinha 275 habitantes (densidade: 17,2 hab./km²).